# Annika Rynger
Annika Victoria Elisabeth Rynger, född 16 juli 1972 i Järfälla församling, är en svensk röstskådespelerska.

## Filmografi
- 1996 – Jonny Quest – (röst som Jessie)
- 1999 – Toy Story 2 – (röst som Barbie)
- 2000 – Pokemon – (röst som Konstapel Jenny)
- 2001–2012 – Alla Barbie-filmer – (röst som Barbie)
- 2002 – Snow Dogs – (röst)
- 2004 – Scooby Doo 2 – Monstren är lösa – (röst som Heather)
- 2005–2008 – Camp Lazlo – (röst som Patsy Smiles)
- 2006 – Bambi 2 – (röst)
- 2006 – På andra sidan häcken – (röst)
- 2008 – Madagaskar 2 – (röst)
- 2012 – Barbie: Life in the Dreamhouse, säsong 1 – (röst som Barbie)